# یدی (کرخه)
روستای یدی (کرخه)، روستایی در عبدالخان  از توابع بخش مرکزی شهرستان کرخه در استان خوزستان ایران است.

## جمعیت
این روستا در دهستان آهودشت قرار دارد و براساس سرشماری مرکز آمار ایران در سال ۱۳۸۵، جمعیت آن ۱۹۶ نفر (۲۷خانوار) بوده‌است.